# Ameisensäureanhydrid
Ameisensäureanhydrid ist eine chemische Verbindung aus der Gruppe der Carbonsäureanhydride und deren Stammverbindung.

## Gewinnung und Darstellung
Ameisensäureanhydrid kann durch Formylierung von Formylfluorid bei −78 °C in wasserfreiem Diethylether und überschüssigem Natriumformiat in Gegenwart von Ameisensäure gewonnen werden. Es sind auch weitere Darstellungsmethoden bekannt. Die Isolierung der Verbindung durch Destillation der entstandenen Lösungen ist auch bei tiefer Temperatur nicht möglich, da Ameisensäureanhydrid teilweise zu Ameisensäure zerfällt. Die Entstehung der Verbindung als Zwischenprodukt wurde seit 1955 in verschiedenen wissenschaftlichen Veröffentlichungen diskutiert. Der erste Nachweis und Charakterisierung erfolgte 1979.
Die Verbindung kann auch durch Dehydratisierung von Ameisensäure mit N,N′-Dicyclohexylcarbodiimid hergestellt werden.

## Eigenschaften
Ameisensäureanhydrid ist eine in reiner Form nicht isolierbare Verbindung. Bei 91 % Reinheit liegt sie als Flüssigkeit mit einer Siedetemperatur von 27 °C bei einem Druck von 3733 Pa vor. Sie zersetzt sich bei Raumtemperatur mit einer Zeitkonstante von 1 h in Kohlenmonoxid und Ameisensäure. Ameisensäureanhydrid hat einen stark stechenden Geruch und reagiert heftig mit Wasser. In der flüssigen Phase wechselt das Molekül schnell zwischen zwei cis-trans-Konformationen. Es hat sich gezeigt, dass das Molekül planar in den cis-trans-Konfigurationen ist, mit bemerkenswert unterschiedlichen Strukturparametern für die beiden Formylgruppen.